# Кастера-Ланюс
Кастера́-Ланю́с (фр. Castéra-Lanusse, окс. Casterar e Lanussa) — коммуна во Франции, находится в регионе Юг — Пиренеи. Департамент — Верхние Пиренеи. Входит в состав кантона Турне. Округ коммуны — Тарб.
Код INSEE коммуны — 65132.

## География

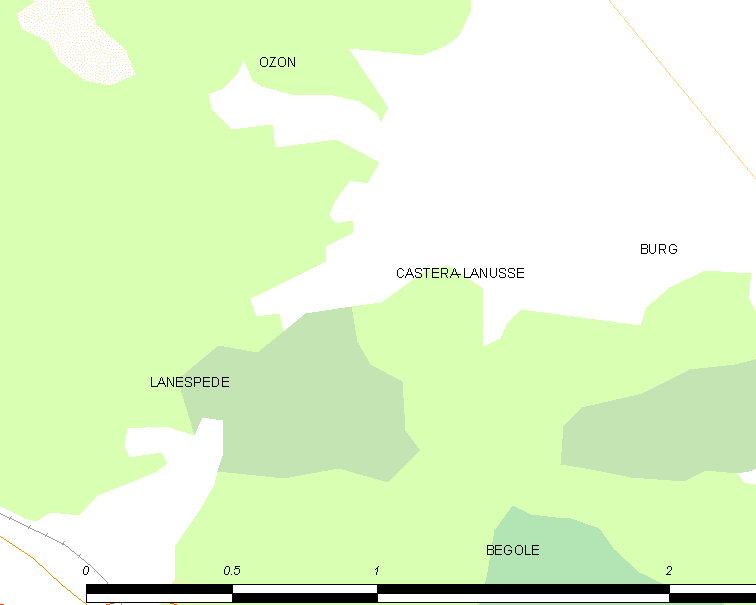
Карта коммуны

Коммуна расположена приблизительно в 660 км к югу от Парижа, в 105 км юго-западнее Тулузы, в 19 км к востоку от Тарба.

## Климат
Климат умеренно-океанический с солнечной тёплой погодой и обильными осадками на протяжении практически всего года.

## Население
Население коммуны на 2010 год составляло 42 человека.
| 1962 | 1968 | 1975 | 1982 | 1990 | 1999 | 2010 |
| ---- | ---- | ---- | ---- | ---- | ---- | ---- |
| 34   | 34   | 32   | 25   | 30   | 32   | 42   |

## Администрация
| Период | Период | Фамилия      | Партия | Примечания |
| ------ | ------ | ------------ | ------ | ---------- |
| 2001   | 2020   | Тереза Порто |        |            |

## Экономика
В 2010 году среди 30 человек трудоспособного возраста (15-64 лет) 21 были экономически активными, 9 — неактивными (показатель активности — 70,0 %, в 1999 году было 95,2 %). Из 21 активных жителей работали 18 человек (8 мужчин и 10 женщин), безработных было 3 (3 мужчин и 0 женщин). Среди 9 неактивных 1 человек был учеником или студентом, 6 — пенсионерами, 2 были неактивными по другим причинам.